# Carinodes encaustus
Carinodes encaustus är en stekelart som först beskrevs av Cresson 1868.  Carinodes encaustus ingår i släktet Carinodes och familjen brokparasitsteklar. Inga underarter finns listade.